# Церанів (гміна)
Гміна Церанів (пол. Gmina Ceranów) — сільська гміна у центральній Польщі. Належить до Соколівського повіту Мазовецького воєводства.
Станом на 31 грудня 2011 у гміні проживало 2397 осіб.

## Площа
Згідно з даними за 2007 рік площа гміни становила 110.83 км², у тому числі:
- орні землі: 58.00%
- ліси: 35.00%

Таким чином, площа гміни становить 9.80% площі повіту.

## Населення
Станом на 31 грудня 2011:
| Опис     | Загалом | Загалом | Чоловіки | Чоловіки | Жінки | Жінки |
| -------- | ------- | ------- | -------- | -------- | ----- | ----- |
| одиниця  | осіб    | %       | осіб     | %        | осіб  | %     |
| все      | 2397    | 100     | 1245     | 51.94    | 1152  | 48.06 |
| міське   | 0       | 100     | 0        |          | 0     |       |
| сільське | 2397    | 100     | 1245     | 51.94    | 1152  | 48.06 |

## Сусідні гміни
Гміна Церанів межує з такими гмінами: Заремби-Косьцельні, Косув-Ляцький, Малкіня-Ґурна, Нур, Стердинь.